# Build Me Up Buttercup
«Build Me Up Buttercup» es un sencillo escrito por Mike d'Abo y Tony Macaulay, e interpretado por Colin Young en 1968. Este fue el tercer éxito importante para los The Foundations. Alcanzó el número 2 en las listas del Reino Unido y número 3 en el Billboard Hot 100 de los Estados Unidos, donde permaneció durante 11 semanas.
La canción fue utilizada en la película de 1983 Luggage of the Gods!, y se ofreció de nuevo en el cine en dos ocasiones en la década de 1990 y una vez en el año 2007. En 1995, la banda de rock "The Goops" realizó una versión para la banda sonora de Mallrats. Tres años más tarde, fue incluido (en su versión original) en la película There's Something About Mary. También aparece en la película de 2020 The Kissing Booth 2.

## Personal
- Colin Young – voz
- Alan Warner – guitarra
- Peter Macbeth – bajo
- Tim Harris – tambores, percusión
- Tony Gómez – teclados
- Mike Elliott – saxofón
- Eric Allandale – trombón
- Mike d'Abo – piano

## En la cultura popular
Es frecuente que los aficionados del Shamrock Rovers, un club de fútbol de Irlanda, canten este tema para animar a su equipo, así como que los jugadores la canten junto a ellos cuando ganan títulos. La razón se remonta a la década de los 2000s, años en los que el club, que es el más laureado de su país, estaba en una gran crisis deportiva e institucional, al borde de la bancarrota, sin estadio y llegando a jugar en Segunda División. Así pues, del mismo modo que en la canción se hace referencia a que una persona ama y necesita a otra que le ha ignorado, los seguidores del club aman a su club por mucho que las cosas vayan mal y no cumplan con las expectativas, pues su amor es incondicional.